# Cleistanthus tomentosus
Cleistanthus tomentosus är en emblikaväxtart som beskrevs av Henry Fletcher Hance. Cleistanthus tomentosus ingår i släktet Cleistanthus och familjen emblikaväxter. Inga underarter finns listade i Catalogue of Life.